# Ferat
Ferat je plzeňská metalová kapela, která vznikla v roce 1987, nejprve hrála heavy metal, postupně začala zrychlovat a zároveň přitvrzovat. Ukončila činnost v roce 1993 a v roce 1996 se obnovila, v tomto období kapelu ovlivnili Korn, Sepultura s albem Roots a hudební styl nu-metal, nahrála CD a v roce 2004 kapela ukončila svou činnost. V roce 2016 se skupina dala znovu dohromady v novém složení a koncertuje.[zdroj⁠?!] 28.10.2017 kapela odehrála výroční koncert ke 30. letům od založení kapely, koncert se konal v Plzni Šeříkovka. Kapela oslavila v roce 2022 na festivalu Basinfirefestu 35 roků od svého vzniku, ale regulérní obnovení neplánuje, jinak kapela se nebrání popřípadě vystoupit opět jednorázovým vystoupením na festivalech.

## Diskografie
- 1993 – Rainhold
- 1998 – Parapsychology
- 2008 – Chodba smrti part. I (dema)
- 2008 – Chodba smrti part. II (dema)
- 2023 – První příběh

## Dema
- 1987 – Tak vstávej
- 1987 – Ferat
- 1990 – Kill 'n' Roll Live Česká Lípa
- 1991 – Kill 'n' Roll
- 1991 – Rychlá rota
- 1996 – Where are Door...?
- 2001 – Eurohouse
- 2004 – Madcap

## Sampler
- 1990 - Ultrametal - Warning You, There's Only a Little Time